# Ланберис
Ланбѐрис (на уелски: Llanberis, изговаря се по-близко до Хланбѐрис) е малък град в Северен Уелс, графство Гуинед. Разположен е на южния бряг на езерото Лин Падарн. Намира се на около 60 km западно от английския град Ливърпул. На около 8 km на северозапад от Ланберис е главният административен център на графството Карнарвън. На около 16 km на север от Ланберис е най-големият град в графството Бангор. Обект на туризъм. Има туристическа теснолинейка, която пътува от Ланберис до подножието на връх Сноудън. От 2004 г. тук се провежда филмов фестивал. Населението му е 1954 жители според данни от преброяването през 2001 г.

## Побратимени градове
- Морбеньо, Италия от 2004 г.